# Too Late for Love (singel Johna Lundvika)
Too Late for Love – singel szwedzkiego piosenkarza Johna Lundvika, wydany 23 lutego 2019 nakładem wytwórni Warner Music Sweden i umieszczony na minialbumie, zatytułowanym My Turn. Piosenkę napisał Lundvik we współpracy z Anderzem Wrethovem i Andreasem „Stone” Johanssonem.
Kompozycja wygrała w finale Melodifestivalen 2019 i reprezentowała Szwecję w 64. Konkursie Piosenki Eurowizji w Tel Awiwie. 18 maja 2019 zajęła piąte miejsce w finale konkursu, zdobywając łącznie 334 punkty, w tym 241 pkt od jury (2. miejsce) i 93 pkt od widzów (9. miejsce).
Utwór dotarł do pierwszego miejsca szwedzkiej listy przebojów.

## Lista utworów
Digital download
1. „Too Late for Love” – 2:58

## Notowania na listach przebojów
| Kraj    | Lista (2019)    | Najwyższa pozycja |
| ------- | --------------- | ----------------- |
| Szwecja | Top 100 Singles | 1                 |